# Скотт Коен
Скотт Коен — американський актор. Він відомий своєю роллю Вовка в міні-серіалі NBC 2000 року «Десяте королівство», роллю детектива Стіва Томаса в «Ідеальне вбивство, ідеальне місто», його повторюваним образом любовного інтересу Лорелай Гілмор Макса Медіни в серіалі WB «Дівчата Гілмор» і своєю роллю Джоша в інді-романтичному фільмі «Поцілунки з Джесікою Стайн».